# Hasarinella
Genre
Hasarinella est un genre d'araignées aranéomorphes de la famille des Salticidae.

## Distribution
Les espèces de ce genre se rencontrent en Afrique de l'Est et en Afrique du Sud.

## Liste des espèces
Selon World Spider Catalog (version 18.0, 07/04/2017) :
- Hasarinella berlandi (Lessert, 1925)
- Hasarinella distincta Haddad & Wesołowska, 2013
- Hasarinella roeweri (Lessert, 1925)

## Publication originale
- Wesołowska, 2012 : Redescriptions of some jumping spiders described by R. Lessert from Central Africa (Araneae: Salticidae). Genus, vol. 23, no 2, p. 201-221 (texte intégral).